# Burgh of regality (Schottland)
Ein burgh of regality ist eine historische Rechtsform schottischer Städte.
Diese unterschieden sich von royal burghs in dem Sinne, dass sie einem „lord of regality“ verliehen wurden und demnach von einem Adeligen beherrscht wurden. Diese wurden zwischen 1450 von 1707 geschaffen und verliehen den Landbesitzer verschiedenste Ausmaße an Handelsrechten, wie beispielsweise das Recht, einen wöchentlichen Markt abzuhalten oder nach Übersee zu handeln.
Burghs of regality besaßen höhere richterliche Befugnisse, sodass sie in ihrem Gebiet über alles, mit der Ausnahme von Landesverrat, Recht sprechen durften. Diese Rechte wurden mit dem Heritable Jurisdictions (Scotland) Act 1746 aufgelöst.